# Ruinas
Ruinas (Ruinas in sardo, letteralmente "rovine" in italiano; secondo la variante locale Arruinas, nome adottato ufficialmente) è un comune italiano di 577 abitanti della provincia di Oristano  in Sardegna.

## Geografia fisica

### Territorio
Il paese è situato nella zona storica della Barbaxiana  ("porte della Barbagia"), confinante con la Barbagia-Mandrolisai situata nelle province di Oristano e Nuoro.
È separato dal paese di Samugheo dal confine naturale del fiume Araxisi (maggior affluente del fiume Tirso) di Is concas de sa rughi. Il suolo è costituito in prevalenza da trachite rosa, che viene in parte sfruttata economicamente con l'estrazione.

## Storia
L'area fu abitata già in epoca prenuragica, nuragica e romana, per la presenza sul territorio di alcune domus de janas, di alcuni nuraghi e dei resti di un antico villaggio (Ghentiana) di epoca romana e bizantina.
Nel medioevo appartenne al Giudicato di Arborea e fece parte della curatoria di Parte Valenza. Alla caduta del giudicato (1420) entrò a far parte del marchesato di Oristano, e alla definitiva sconfitta degli arborensi (1478) passò sotto il dominio aragonese, ove divenne un feudo. Fu incorporato nella baronia di Senis, feudo dei Nin Zatrillas, ai quali venne riscattato nel 1839 con la soppressione del sistema feudale.

### Simboli
Lo stemma e il gonfalone del comune di Ruinas sono stati concessi con decreto del presidente della Repubblica del 27 febbraio 2009.
Il gonfalone è un drappo partito di bianco e di rosso.

## Monumenti e luoghi d'interesse

### Architetture religiose
Il paese conserva l'antico centro storico, la chiesetta di San Teodoro, a circa 3 km dal centro abitato, e la chiesa di San Giorgio.

### Siti archeologici
Nel territorio di Ruinas sono presenti due nuraghi e un menhir:
- Statua stele di Macchetturu
- Nuraghe Norampè o Bruncu Nurampei
- Nuraghe Nurachi
- Nuraghe de Pirena

### Luoghi di interesse naturalistico
Il monte Grighine e il fiume Araxisi sono meta di escursioni naturalistiche.

## Società

### Evoluzione demografica
Abitanti censiti

### Lingue e dialetti
La variante del sardo parlata a Ruinas è "sa Limba de mesania",cioè del mezzo, con parole e termini sia campidanesi che logudoresi

## Economia
Tradizionalmente l'economia è basata sulla pastorizia.